# Вулиця Карамзіна (Київ)
Вулиця Карамзіна́ — зникла вулиця, що існувала в Дарницькому районі міста Києва, місцевості село Шевченка, Нова Дарниця. Пролягала від Нарвської до Кам'янської вулиці. 
Прилучалися Харківське шосе, Урожайна та Горлівська вулиці.

## Історія
Виникла, ймовірно, не пізніше кінця 1940-х років під назвою 50-та Нова вулиця. Назву вулиця Карамзіна (на честь російського письменника та історика Миколи Карамзіна) набула 1953 року. 
Ліквідована в середині 1980-х років у зв'язку зі знесенням малоповерхової забудови села Шевченка. 